# Locomotiva diesel-Zarlatti
La locomotiva diesel-Zarlatti è stata un prototipo di locomotiva ferroviaria, costruito nel 1929, che adottava un sistema ibrido diesel-vapore per la produzione della forza motrice necessaria alla trazione dei treni.

## Storia
Gli anni venti del XX secolo furono caratterizzati, in campo ferroviario, dalla ricerca di sistemi di trazione alternativi a quello basato sulla classica locomotiva a vapore; ciò allo scopo di liberarsi dalla dipendenza dal carbone, sempre più costoso e soprattutto monopolizzato da alcuni stati produttori, e ridurre le spese di esercizio complessive. Le due alternative possibili erano quelle della trazione elettrica, già saldamente affermata, e la trazione termica già timidamente affermata per piccole potenze installate ma di difficile realizzazione per quelle da treno soprattutto a causa della difficoltà di costruzione del sistema di trasmissione. Uno dei tanti esperimenti verso cui si dirigeva l'attenzione di molti progettisti era quello di utilizzare una meccanica di trasmissione a bielle già ben collaudata dalle macchine a vapore sostituendo il vapore con aria compressa; fu questo il principio costruttivo con cui negli ultimi anni venti venne studiata e realizzata la locomotiva diesel-Zarlatti. Tra 1928 e 1929 venne modificata nel Regio Arsenale di La Spezia una locomotiva già veterana dell'esercizio ma dalla meccanica ben collaudata e funzionante, dal rodiggio bidirezionale e a doppia espansione, la 910.042 delle FS. Il progetto, basato sui brevetti degli inventori Fausto Zarlatti e Umberto Simoni, aveva acceso le speranze di poter modificare un congruo numero di locomotive a vapore dell'allora vasto parco macchine FS senza il gravoso impegno costruttivo di nuove macchine: Le prove si svolsero sulla Ferrovia Roma-Lido dal 6 aprile al 25 aprile del 1929 effettuando 16 coppie di corse di andata e ritorno. La velocità massima raggiunta con un carico trainato di 101 t fu di 74 km/h. L'esperimento riuscì, ma evidenziò anche i suoi limiti, infatti si ebbero alcuni inconvenienti: il 17 aprile si ruppe lo stantuffo della pompa di circolazione dell'acqua motore e il 23 aprile si sfilò un tubo del compressore Westinghouse. L'esperimento, per questi motivi, non ebbe seguito pratico.

## Caratteristiche
La locomotiva 910 venne privata della sua caldaia completa nell'officina dell'arsenale di La Spezia, vennero smontati i compressori e la cabina di guida originaria. Sul carro libero ma completo di motore a doppia espansione e trasmissione fu installato un motore diesel a 6 cilindri, a due tempi, di costruzione Fiat-San Giorgio che forniva la potenza di 325 CV a 450 g/m. Questo azionava un compressore rotativo per la produzione di aria compressa a 8 bar tipo k.280/130 della Società Svizzera di Winterthur. Venne installata anche una caldaia tradizionale per la produzione di vapore della lunghezza di 5 m, anch'essa a 8 bar con una superficie di riscaldamento di 52 m2 il cui forno era alimentato a nafta polverizzata da aria o vapore compresso. L'acqua di raffreddamento del motore e del compressore veniva immessa in caldaia a circa 70° ma all'avviamento a freddo serviva anche a preriscaldare il motore diesel.
Il funzionamento del motore alternativo originale della locomotiva avveniva sia per mezzo di vapore durante i movimenti di manovra che, in marcia, per mezzo di aria compressa saturata con vapore. Il moto alternativo dei cilindri azionava i biellismi allo stesso modo che nella locomotiva originaria.